# Ішмурзинська сільська рада
Ішму́рзинська сільська рада (рос. Ишмурзинский сельский совет) — муніципальне утворення у складі Баймацького району Башкортостану, Росія. Адміністративний центр — село Ішмурзино.

## Населення
Населення — 1014 осіб (2019, 1060 в 2010, 1250 в 2002).

## Склад
До складу поселення входять такі населені пункти:
| Населений пункт    | Населення, осіб (2002) | Населення, осіб (2010) |
| ------------------ | ---------------------- | ---------------------- |
| Богачово, присілок | 339                    | 254                    |
| Ішмурзино, село    | 911                    | 806                    |